# Municipio de Nynäshamn
Nynäshamn (en sueco: Nynäshamns kommun) es un municipio de la provincia de Estocolmo, Suecia, en la provincia histórica de Södermanland. Su sede se encuentra en la ciudad de Nynäshamn. El municipio actual se creó en 1974 cuando la antigua ciudad de Nynäshamn (instituida en 1946) se fusionó con Ösmo, de la que se había separado como ciudad de mercado (köping) en 1911 y Sorunda, todas en la península de Södertörn y las islas adyacentes.

## Localidades
Hay nueve áreas urbanas (tätort) en el municipio:
| # | Tätort             | Población |
| - | ------------------ | --------- |
| 1 | Nynäshamn          | 14 864    |
| 2 | Ösmo               | 3917      |
| 3 | Sorunda            | 1296      |
| 4 | Segersäng          | 767       |
| 5 | Stora Vika         | 734       |
| 6 | Grödby             | 571       |
| 7 | Lidatorp y Klövsta | 375       |
| 8 | Oxnö y Svärdsö     | 315       |
| 9 | Landfjärden        | 286       |

## Ciudades hermanadas
Nynäshamn esta hermanado o tiene tratado de cooperación con:
- Kimito, Finlandia
- Lillesand, Noruega
- Kalundborg, Dinamarca
- Eyrarbakki, Islandia
- Liepāja, Letonia